# Slovak Open 2008
Lo Slovak Open 2008 è stato un torneo di tennis facente parte della categoria ATP Challenger Series nell'ambito dell'ATP Challenger Series 2008. Il torneo si è giocato a Bratislava in Slovacchia dal 3 al 9 novembre 2008 su campi in cemento indoor e aveva un montepremi di €106 500+H.

## Vincitori

### Singolare
Jan Hernych ha battuto in finale  Stéphane Bohli con il punteggio di 6–2, 6–4.

### Doppio
František Čermák /  Łukasz Kubot hanno battuto in finale  Philipp Petzschner /  Alexander Peya con il punteggio di 6–4, 6–4.